# Cresovia Grodno
Cresovia Grodno – polski klub piłkarski z siedzibą w Grodnie. W 1934 połączył się z innymi klubami tworząc klub WKS Grodno, ostatecznie rozwiązany w 1939 roku.

## Historia
Chronologia nazw:
- 1921-1925: WKS Cresovia
- 1925-1934: KS Cresovia
- 1936–1939: Cresovia

Piłkarska drużyna Cresovia została założona w Grodnie w 1921 roku z inicjatywy młodzieży gimnazjalnej. Do 1925 roku klub był pod opiekę wojska, a od 1928 roku Związku Strzeleckiego.

Od 1929, kiedy został utworzony Białostocki OZPN, zespół występował w rozgrywkach polskiej ligi okręgowej (klasie A). W 1929 został pierwszym mistrzem Białostockiego OZPN. Wcześniej Cresovii Grodno udało się awansować z Białostockiej B-klasy do Klasy A Wileńskiego OZPN. W 1926 roku jako beniaminek piłkarze z Grodna zajęli piąte miejsce, rok później pożegnali się z rozgrywkami.
Dnia 24 stycznia 1925 roku na walnym zebraniu Wojskowego Klubu Sportowego Cresovia Grodno uchwalono zmianę nazwy klubu z W.K.S. Cresovia na K.S. Cresovia. 1 marac 1925 dokonano wyborów zarządu, w którym znaleźli się: Dr. Higier prezes, Mjr. Lukoś, Dr. Rupp., kpt. Michalik, Czarniecki i chor. Pryszcz. Zastępcy: pp. Sawicki, por. Piasecki, kpt. Klimkowski, kpt. Stokłosiński i kpt. Krydel. Do komisji rewizyjnej: inż. Gordziałkowski, Staszewski, por. Włodarczyk, sierż. Krzanowski, Misinkiewicz i sierż. Kowalski. 
W 1925 roku Cresovia uruchomiła sekcję bokserską.
W 1929 klub grał w grupach eliminacyjnych dla mistrzów okręgówek, walczących w barażach o awans do I ligi, ale zajął ostatnie 3. miejsce w grupie.
W 1934 połączył się z klubem WKS 76 pp Grodno oraz innymi wojskowymi klubami z Grodna, tworząc klub WKS Grodno.
Zespół został reaktywowany w 1936 roku, wystartował w klasie B (grupie grodzieńskiej) zdobywając 1. miejsce, jednak w eliminacjach nie wywalczył awansu. Rok później Cresovia ponownie wygrała klasę B i po 5 latach powróciła do klasy A. Z powodu wybuchu wojny zespół tylko raz wystąpił w kasie A, zajmując w niej 4. miejsce.

## Sukcesy
- mistrz Białostockiego OZPN:

1929

## Sezony
| Poziomy rozgrywkowe | Poziomy rozgrywkowe | Poziomy rozgrywkowe | Poziomy rozgrywkowe | Poziomy rozgrywkowe | Sezony, opis | Sezony, opis    | Sezony, opis | Sezony, opis | Sezony, opis | Sezony, opis | Sezony, opis             | Sezony, opis | Sezony, opis     |
| I                   | II                  | III                 | IV                  | V                   | Sezon        | Liga            | Poz.         | Pkt.         | Bramki       | Z/R/P        | Uwagi                    | Nazwa        | ZPN              |
| ------------------- | ------------------- | ------------------- | ------------------- | ------------------- | ------------ | --------------- | ------------ | ------------ | ------------ | ------------ | ------------------------ | ------------ | ---------------- |
| MP                  | A                   | B                   | C                   |                     | 1923         | Klasa B         | 1            | b.d.         | b.d.         | b.d.         | Brak awansu.             | Cresovia     | Wileński OZPN    |
| MP                  | A                   | B                   | C                   |                     | 1924         | Klasa B         | 3            | b.d.         | b.d.         | b.d.         | Brak awansu.             | Cresovia     | Wileński OZPN    |
| MP                  | A                   | B                   | C                   |                     | 1925         |                 |              |              |              |              | Nie rozgrywano.          | Cresovia     | Wileński OZPN    |
| MP                  | A                   | B                   | C                   |                     | 1926         | Klasa A         | 5(4)         | 9            | b.d.         | b.d.         | [ 6 ]                    | Cresovia     | Wileński OZPN    |
| L                   | A                   | B                   | C                   |                     | 1927         | Klasa A         | 6            | 7            | b.d.         | b.d.         |                          | Cresovia     | Wileński OZPN    |
| L                   | A                   | B                   | C                   |                     | 1928         | Klasa B         | 1            | b.d.         | b.d.         | b.d.         |                          | Cresovia     | Warszawski OZPN  |
| L                   | A                   | B                   | C                   |                     | 1929         | Klasa A         | 1            | 17           | 32-15        | 8/1/1        | Przegrane elim. do Ligi. | Cresovia     | Białostocki OZPN |
| L                   | A                   | B                   | C                   |                     | 1930         | Klasa A         | 8            | b.d.         | b.d.         | b.d.         |                          | Cresovia     | Białostocki OZPN |
| L                   | A                   | B                   | C                   |                     | 1931         | Klasa A         | 4            | 17           | 32-21        | 5/7/2        |                          | Cresovia     | Białostocki OZPN |
| L                   | A                   | B                   | C                   |                     | 1932         | Klasa A         | 6            | 9            | 21-25        | 4/1/9        |                          | Cresovia     | Białostocki OZPN |
| L                   | A                   | B                   | C                   |                     | 1933         | Klasa A (gr.II) | 2            | 5            | 8-19         | 1/3/2        | [ 7 ]                    | Cresovia     | Białostocki OZPN |
| L                   | A                   | B                   |                     |                     | 1934         |                 |              |              |              |              | Fuzja z WKS Grodno       |              | Białostocki OZPN |
| L                   | A                   | B                   |                     |                     | 1935         |                 |              |              |              |              |                          |              | Białostocki OZPN |
| L                   | A                   | B                   |                     |                     | 1936         |                 |              |              |              |              |                          |              | Białostocki OZPN |
| L                   | A                   | B                   |                     |                     | 1936/1937    | Klasa B (gr.II) | 1            | b.d.         | b.d.         | b.d.         | Reaktywacja klubu.       | Cresovia     | Białostocki OZPN |
| L                   | A                   | B                   |                     |                     | 1937/1938    | Klasa A         | 1            | b.d.         | b.d.         | b.d.         |                          | Cresovia     | Białostocki OZPN |
| L                   | A                   | B                   |                     |                     | 1938/1939    | Klasa A         | 4            | 8            | 15-20        | 3/2/3        | [ 9 ]                    | Cresovia     | Białostocki OZPN |

## Znani piłkarze
- Marian Karol Schaller

## Piłka siatkowa
- Sukcesy
  -   2. miejsce w Mistrzostwach Polski w piłce siatkowej mężczyzn 1939.  Skład drużyny: S. Kozłowski, J. Polkowski, W. Ledowski, M. Gajewski, J. Kuźma, P. Sobikont.[10]

## Inne
- Kraft Grodno
- Makkabi Grodno
- Nioman Grodno
- WKS Grodno